# Матч Elimination Chamber

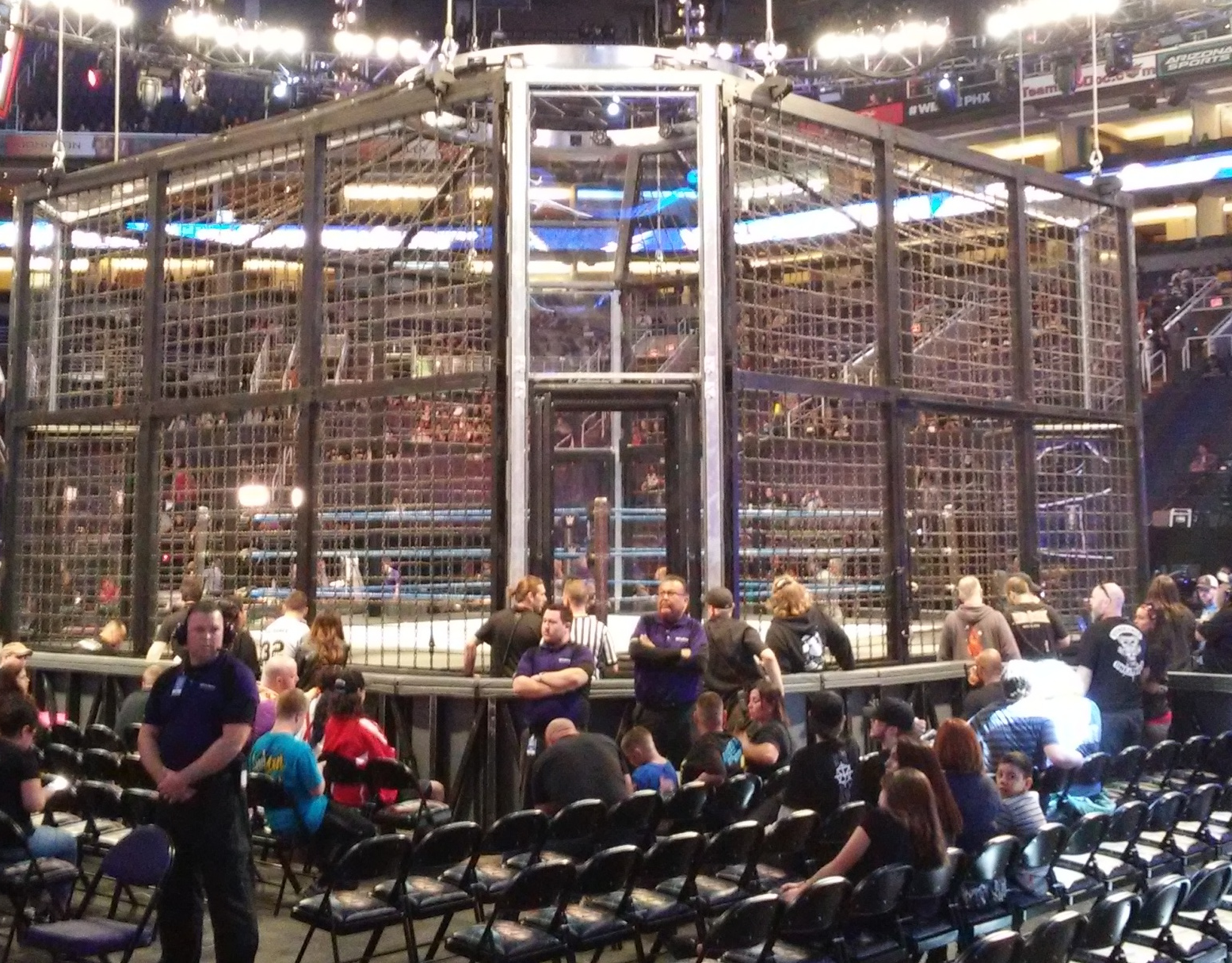
Нынешняя конструкция Elimination Chamber в 2017 году

Матч Elimination Chamber — матч на выбывание в рестлинге, проводимый в WWE.
Матч был создан Трипл Эйчем и представлен Эриком Бишоффом в ноябре 2002 года. Матч проходит в большой круговой стальной конструкции, связанной цепями, которая окружает ринг. Пол конструкции имеет платформу над зоной ринга, которая поднимает его на уровень ринга. Внутри конструкции находятся четыре внутренних ограждения, расположенных за каждым углом ринга. Хотя по своему профилю и характеру матч Elimination Chamber похож на оригинальный крупномасштабный матч WWE «Ад в клетке», он представляет собой матч с несколькими участниками, в котором двое участников начинают матч на ринге, а остальные четверо находятся внутри каждого внутреннего ограждения и выпускаются на ринг с интервалом в пять минут. Задача состоит в том, чтобы вывести каждого соперника из матча с помощью удержания или болевых приёмов. Победителем становится последний оставшийся участник после того, как все остальные вылетят. Как и в матче «Ад в клетке», дисквалификации не применяются. Первоначальная конструкция была высотой 16 футов (4,9 м), диаметром 36 футов (11 м), весила 9 100 кг и состояла из 2 миль (3,2 км) и 5 400 кг цепей. До создания одноименного ежегодного шоу WWE Elimination Chambe в 2010 году матч проводился на других PPV.

## История

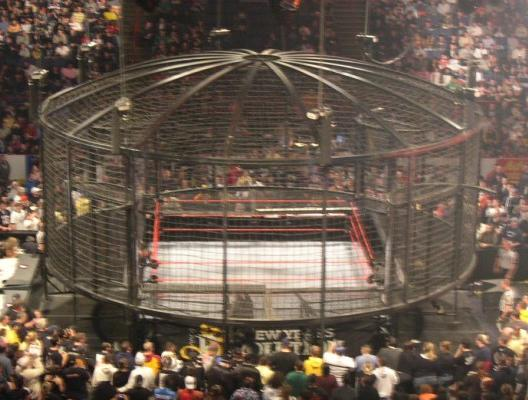
Конструкция Elimination Chamber на New Year’s Revolution а январе 2006

Матч Elimination Chamber дебютировал на шоу Survivor Series в «Мэдисон-сквер-гарден» в ноябре 2002 года. С момента первого матча было проведено еще 27 матчей (28 в целом). Больше всего матчей было проведено на бренде Raw — 13, включая совместный матч с брендом SmackDown. ECW был представлен в двух матчах, включая совместный матч с SmackDown. Бренд SmackDown был представлен в девяти матчах, включая совместные матчи с ECW и Raw. На шоу Elimination Chamber было проведено больше матчей Elimination Chamber, чем на любом другом шоу WWE: семнадцать матчей. Больше всего побед одержал Трипл Эйч — четыре. Крис Джерико и Рэнди Ортон участвовали в наибольшем количестве матчей Elimination Chamber (8), а Джерико устранил больше всех рестлеров (10). Брон Строумэн и Шейна Бэйзлер имеют наибольшее количество устранений в одном матче Elimination Chamber (5); Бэйзлер также является единственным победителем, устранившим всех соперников в одном матче.